# James Connelly (ishockeyspelare)
James "Jim" Connelly, född 7 oktober 1932 i South Porcupine i Ontario, är en kanadensisk före detta ishockeyspelare.
Connelly blev olympisk silvermedaljör i ishockey vid vinterspelen 1960 i Squaw Valley.